# یواس‌سی‌جی‌سی داگوود (دبلیوای‌جی‌ال-۲۵۹)
یواس‌سی‌جی‌سی داگوود (دبلیوای‌جی‌ال-۲۵۹) (به انگلیسی: USCGC Dogwood (WAGL-259)) یک کشتی است که طول آن ۱۱۳ فوت ۹ اینچ (۳۴٫۶۷ متر) می‌باشد.